# Kommunaler Schutzschirm
Der Kommunale Schutzschirm ist ein Programm des Landes Hessen zur Teilentschuldung der überschuldeten Gemeinden und Landkreise. Die Entlastung der Gemeinden soll 2,8 Milliarden Euro zur Tilgung und 400 Millionen Euro für Zinsbeihilfen betragen. In den folgenden Jahren haben etliche weitere Bundesländer diesen Weg der Konsolidierungshilfen beschritten. Das hessische Programm ist jedoch ob seiner hohen direkten Entschuldungswirkung bundesweit einzigartig.

## Hintergrund: Finanzlage der Kommunen
Gemäß § 92 HGO sollen die Kommunen ausgeglichene Haushalte ausweisen. In der Praxis wird diese Vorschrift von allen Landkreisen und den weitaus meisten Kommunen nicht eingehalten. Die Kommunalfinanzen schwanken konjunkturbedingt deutlich. Insbesondere die Gewerbesteuer ist sehr schwankungsanfällig. Allerdings sind derzeit auch in Zeiten der Hochkonjunktur die Mehrzahl der kommunalen Haushalte defizitär. Die Defizite werden über Kassenkredite finanziert.
Zum 31. Dezember 2009 bestanden in den hessischen Kommunalhaushalten Fehlbeträge von rund 4,3 Milliarden Euro. 2010 ist zusätzlich rund 1 Milliarde hinzugekommen. Entsprechend wurden per 31. Dezember 2010 Kassenkredite von rund 4,9 Milliarden Euro in Anspruch genommen.

## Hintergrund: Verfassungsrechtliche Lage
Gemäß Artikel 137 (5) der Verfassung des Landes Hessen hat der Staat "den Gemeinden und Gemeindeverbänden die zur Durchführung ihrer eigenen und der übertragenen Aufgaben erforderlichen Geldmittel im Wege des Lasten- und Finanzausgleichs zu sichern." Hintergrund ist die regional sehr unterschiedliche Finanzkraft der Gemeinden. Diese Regelung wird im Kommunalen Finanzausgleich umgesetzt.
Mit Gesetz vom 18. Oktober 2002 wurde Artikel 137 um das Konnexitätsprinzip erweitert. Danach muss das Land bei zusätzlichen Aufgaben auch zusätzliche Mittel zur Verfügung stellen.

## Das Programm
In einer Vereinbarung der kommunalen Spitzenverbänden und dem Land Hessen sind die Regeln beschrieben, wie die am stärksten verschuldeten Kommunen identifiziert werden und wie die Entlastung erfolgen soll.
Bedürftige Kommunen werden anhand eines Kennzahlensets identifiziert: Der Stand der Kassenkredite in Euro je Einwohner sowie ein in einem Mehrjahresdurchschnitt statistisch hergeleitetes Ordentliches Ergebnis in Euro je Einwohner. Die berechtigten Kommunen können einen Antrag auf die Hilfe stellen, sind hierzu aber nicht verpflichtet.
106 der 426 hessischen Gebietskörperschaften sind danach antragsberechtigt. Hierzu gehören 89 kreisangehörige Städte und Gemeinden, 14 Landkreise und die drei kreisfreien Städte Darmstadt, Offenbach am Main und Kassel.
Die Höhe der Entschuldungshilfen beträgt 46 % des Volumens des regulären Kredite und Kassenkredite der Gebietskörperschaft zum Stichtag 31. Dezember 2009; Darlehen, die nach diesem Zeitpunkt neu aufgenommen wurden, finden keine Berücksichtigung. Die Schulden werden durch die Wirtschafts- und Infrastrukturbank Hessen übernommen. Das Land Hessen übernimmt die Tilgung der abgelösten kommunalen Darlehen und zusätzliche nach der Laufzeit der Vereinbarung gestaffelte Zinshilfen von bis zu 2 %.
Um zu vermeiden, dass die entlasteten Kommunen erneut notleidend werden, müssen die teilnehmenden Kommunen mit dem Land Konsolidierungsziele und konkrete Konsolidierungsmaßnahmen vereinbaren, die auf Dauer den Haushaltsausgleich sichern.
Das Land wird ein Frühwarnsystem aufbauen, dass in der Zukunft Kommunen identifiziert, die drohen in die Überschuldung zu geraten.

## Politische Diskussion
Eine Reihe von Aspekten werden in der politischen Debatte von der Opposition kritisiert:
Die Pflicht zum Haushaltsausgleich nach der Entschuldung führt dazu, dass Kommunen Kürzungen und Einnahmenverbesserungen in Höhe des strukturellen Defizits vornehmen müssen. Das bedeutet vielfach einen Konsolidierungsbedarf in der Höhe von 10 % der Haushaltsvolumens und mehr. Ob unter diesen Umständen alle begünstigten Kommunen teilnehmen werden, wird in Frage gestellt.
Die Notwendigkeit, die Konsolidierungspläne mit dem Land zu vereinbaren, wird als Eingriff in die Autonomie der Gemeinden kritisiert.

## Stand der Umsetzung

Schutzschirmkommunen (ohne Landkreise) Legende: Rot = Teilnahme abgelehnt, Gelb = Antrag gestellt, Grün = Vertrag unterzeichnet (Stand: 14. Februar 2013)

Am 29. Juni 2012 ist die Frist für die Abgabe eines Antrags auf Teilnahme am "Kommunalen Schutzschirm" abgelaufen. Von den 106 antragsberechtigten Kommunen (davon 14 Landkreise, drei kreisfreie Städte und 89 kreisangehörige Städte und Gemeinden) haben 102 einen Antrag gestellt. Lediglich die vier kreisangehörigen Gemeinden Biebesheim am Rhein, Bischofsheim, Neuberg und Florstadt haben von einer Antragstellung abgesehen; die Gemeinde Schmitten verzichtet trotz ursprünglicher Antragstellung auf eine Teilnahme am Schutzschirmprogramm. Nach Prüfung der Anträge durch die zuständigen Aufsichtsbehörden hat das Land Hessen mit den Schutzschirmkommunen individuelle Vereinbarungen abgeschlossen, die durch die zuständigen Vertretungskörperschaften der betroffenen Landkreise, Städte und Gemeinden bis Ende Dezember 2012 beschlossen wurden.
Als erste Schutzschirmkommune hatte die nordhessische Gemeinde Frielendorf die Vereinbarung über die Teilnahme am Schutzschirmprogramm unterzeichnet. Diese Vereinbarungen legen den Zeitraum fest (i. d. R. zwischen 2 und 4 Jahre) und über einen genau definierten Abbaupfad die Maßnahmen (i. d. R. Verminderung von Ausgaben und Erhöhung von Einnahmen), über die die jeweiligen Landkreise, Städte und Gemeinden einen ausgeglichenen Haushalt erreichen müssen. Diesen müssen sie anschließend noch über weitere 2 Jahre halten.